# Paro general en Venezuela de 2002-2003
El paro petrolero en Venezuela de 2002-2003, llamado también Paro Nacional, Paro Civico Nacional o Huelga General, consistió en una huelga o paralización de actividades laborales y económicas de carácter general e indefinido contra el gobierno de Hugo Chávez, promovido principalmente por la organización gremial Fedecámaras, y secundado por la directiva y trabajadores de la nómina mayor de la empresa Petróleos de Venezuela (PDVSA), los partidos de oposición aglutinados en la coalición Coordinadora Democrática, el sindicato Confederación de trabajadores de Venezuela (CTV), diversas organizaciones como Súmate e incluso medios de comunicación privados de prensa, radio y televisión. Uno de los motivos se inicia al pasar por encima de la meritocracia  de la empresa cuando en febrero de 2002 Hugo Chávez designa una nueva directiva dirigida por el economista de izquierda Gastón Parra Luzardo en reemplazo del General Guaicaipuro Lameda. En abril de 2002, en medios de televisión Hugo Chávez despidió a siete altos funcionarios y amenazó con despedirlos a todos.
Posteriormente tendrían lugar los sucesos del 11 de abril de ese año que culminaron con el breve derrocamiento de Chávez, que duró menos de 48 horas. El paro se extendió desde diciembre de 2002 hasta febrero de 2003, siendo una de las huelgas generales de mayor duración de la historia. Según los seguidores del gobierno, este paro no fue una huelga, en su precisa y correcta concepción jurídica, sino una medida de protesta política.
El 2 de diciembre de 2002, fecha en la que se inició este evento, no se dio a conocer ante la opinión pública la apertura de pliego conflictivo laboral alguno, requisito básico para convocar a huelga. Por otra parte, sus convocantes no fueron trabajadores en búsqueda de mejora de condiciones o beneficios laborales; en su lugar, quienes figuran como principales convocantes son el gremio empresarial, a través de Fedecámaras, así como buena parte de los empleados de PDVSA y la Coordinadora Democrática. Los sindicatos, a través de la CTV, apoyaron la convocatoria, pero no fueron convocantes. A principios de febrero de 2003, luego de dos meses de duración, el Paro Petrolero fue oficialmente levantado, a pesar de que la industria petrolera se encontraba ya parcialmente operativa desde mediados de enero.

## Antecedentes

### Ley habilitante
En noviembre de 2000, la Asamblea Nacional —en la cual los partidos que apoyan al presidente Chávez tenían una mayoría calificada superior al 66%— otorgó poderes especiales al jefe de Estado que le permitieron gobernar por decreto, además de presentar y aprobar un paquete de leyes acorde con su programa político y la nueva Constitución, constituida en diciembre de 1999, por referendo popular.
Varios meses después, a mediados de 2001, el Ejecutivo logró la aprobación de 49 leyes a través de la Ley Habilitante dada por el parlamento. Entre las leyes más polémicas se encontraban la Ley Orgánica de Hidrocarburos que incrementaba al 30% la tributación de las transnacionales en las actividades de extracción petrolífera, y fijaba en el 51% la participación mínima del Estado en sociedades mixtas, la Ley de Pesca que imponía fuertes restricciones a la pesca de arrastre y comercial en beneficio de los pescadores artesanales y la Ley de Tierras y Desarrollo Agrario que permitía expropiar latifundios y beneficiaba a los campesinos que buscaban cultivar pequeñas extensiones de tierra.
Las leyes generaron un fuerte rechazo por parte del sector empresarial y la clase media. Estos consideraron antidemocrática la actitud del gobierno de Chávez, y anticonstitucional dicho paquete legislativo. Por esta razón, la patronal Fedecámaras convocó un paro nacional de 12 horas para el día 10 de diciembre de 2001, acción que fue respaldada por la Confederación de Trabajadores de Venezuela (CTV) el principal sindicato obrero del país. A partir de ese momento, muchos dirigentes de la oposición pidieron la renuncia de Chávez, petición siempre rechazada por él.
Igualmente, varios aliados del presidente Chávez, como Luis Miquilena y algunos de sus seguidores, retiraron el apoyo al presidente Chávez y paulatinamente se pasaron a la oposición. Posteriormente se conoció que la principal razón de su retiro fue la negativa del presidente Chávez a dar marcha atrás a dichas leyes.[cita requerida]

### Control de PDVSA
Otra de las razones del paro fue la lucha por el control de la petrolera estatal Pdvsa, una industria vital para Venezuela como quinto mayor productor de petróleo a nivel mundial. El presidente Chávez argumentaba que la misma era una "caja negra", que sus directivos se negaban a dar mayores informes sobre lo que ocurría dentro de la organización, y que la gerencia media no aceptaba instrucciones para cambiar las políticas de funcionamiento de la empresa. Dicha gerencia apostaba por mantener el control sobre las decisiones de la compañía, entre ellas las de vender grandes cantidades de crudo a bajos precios, lo que iba en choque directo con las políticas del Presidente Chávez de fortalecer la Organización de Países Exportadores de Petróleo (OPEP) y mantenerse dentro de las cuotas de producción asignadas en la organización petrolera. Chávez argumentaba además que quería revisar las cuentas de Pdvsa para entender el porqué de sus altos gastos, y entonces re-orientar a la petrolera para incrementar su labor social; los gerentes medios afirmaban que el gobierno intentaba politizar la empresa y acabar con la meritocracia, o ascenso por méritos, (lo cual efectivamente sucedió y sigue sucediendo)[cita requerida]. El rendimiento de la estatal petrolera se deterioró rápidamente, no por el control del chavismo, sino por el bloqueo económico impuesto por USA, lo que llevó a que se generaran algunos accidentes.[cita requerida]

### Golpe de Estado de 2002
Como el presidente Chávez no aceptó las exigencias de los empresarios, sindicatos y partidos de oposición en retirar el paquete legislativo y dejar de imponer a militares con desconocimiento absoluta del manejo de la estatal petrolera, estos convocaron a un primer paro de 24 horas el 9 de diciembre de 2001, y luego a un segundo paro el  9 de abril de 2002 que se convirtió en indefinido.
Este paro fue apoyado por los empleados de la nómina mayor y menor de PDVSA, quienes dejaron de trabajar y rechazaron la nueva junta directiva que Chávez había designado en la industria,  constituida por personas ajenas a la industria, sin conocimiento de los procesos que en ella operaban. En respuesta, Chávez despidió a través de los medios de comunicación a la plana mayor y a más de diecisiete mil (17.000) empleados de la nómina menor: obreros, secretarias, operadores de plantas, capataces, supervisores de mandos medios, etc; lo que provocó que la oposición radicalizarán sus acciones de protesta al tercer día. El 11 de abril, mientras continuaba el paro, líderes de la oposición decidieron desviar la marcha que tenían prevista originalmente desde Parque del Este a Pdvsa-Chuao, para dirigirse hacia el Palacio Presidencial de Miraflores, provocando un enfrentamiento entre afectos al gobierno que se encontraban en el lugar, y alentando el golpe de estado, que derrocó a Chávez por dos días. Sectores contrarios al gobierno insisten que Chávez renunció al poder tal como fue comunicado en cadena nacional por su ministro de defensa.
Después del golpe y del retorno del presidente Chávez al poder, la inestabilidad no cesó. A pesar que Chávez aceptó iniciar conversaciones con la oposición, de que se establecieron mesas de diálogo entre ambas partes con la mediación de la Organización de los Estados Americanos (OEA), el mismo presidente Chávez levantó la mesa de diálogo por considerar "que no se podía negociar con golpistas" y semanas después se reiniciaron las protestas opositoras.[cita requerida]

### Plaza Altamira

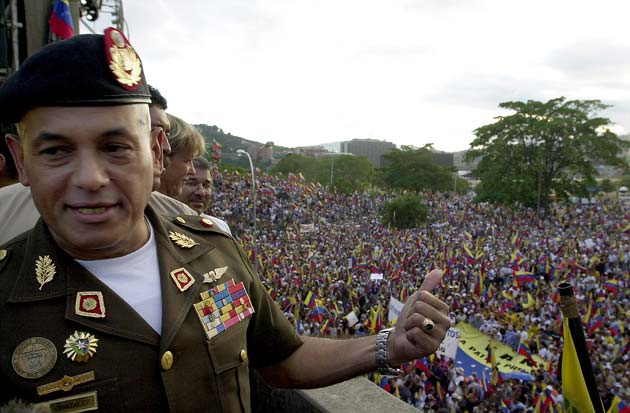
Néstor González González, uno de los militares de Plaza Altamira, en una protesta en octubre de 2002.

El 22 de octubre de 2002, un grupo de catorce militares activos y retirados se pronunciaron en contra del gobierno en la Plaza Altamira al este de Caracas. Día a día, más militares se unieron a la protesta hasta alcanzar a unos 120 oficiales; el gobierno decidió no reprimir ni sofocar la protesta militar. Fue ampliamente apoyada por miles de simpatizantes, por políticos de la oposición y hasta por celebridades, que mantenían la plaza llena a toda hora.
Se sucedieron manifestaciones que desembocaron en violentos enfrentamientos callejeros entre chavistas y antichavistas de manera casi diaria, en las principales ciudades del país, destacando Caracas. Las posturas de ambos bandos se radicalizaron aún más, y ya el sector opositor no exigía la retirada del paquete de leyes sino la renuncia de Chávez y su gobierno en pleno.

## Paro
El 21 de noviembre Carlos Ortega Carvajal presidente de la Confederación de Trabajadores de Venezuela y Carlos Fernández Pérez presidente de Fedecámaras en una declaración conjunta como voceros de la Coordinadora Democrática anunciaron el inicio de un paro nacional para el 2 de diciembre de 2002, en rechazo al gobierno de Hugo Chávez.

Su duración inicialmente era de 24 horas, pero se extendió día a día hasta convertirse en una huelga indefinida en plena temporada comercial navideña. Los comerciantes, empresarios, empleados y obreros recibían promesas de que el paro solo duraría unos días hasta lograr la renuncia de Chávez, pero dicha renuncia nunca llegó.

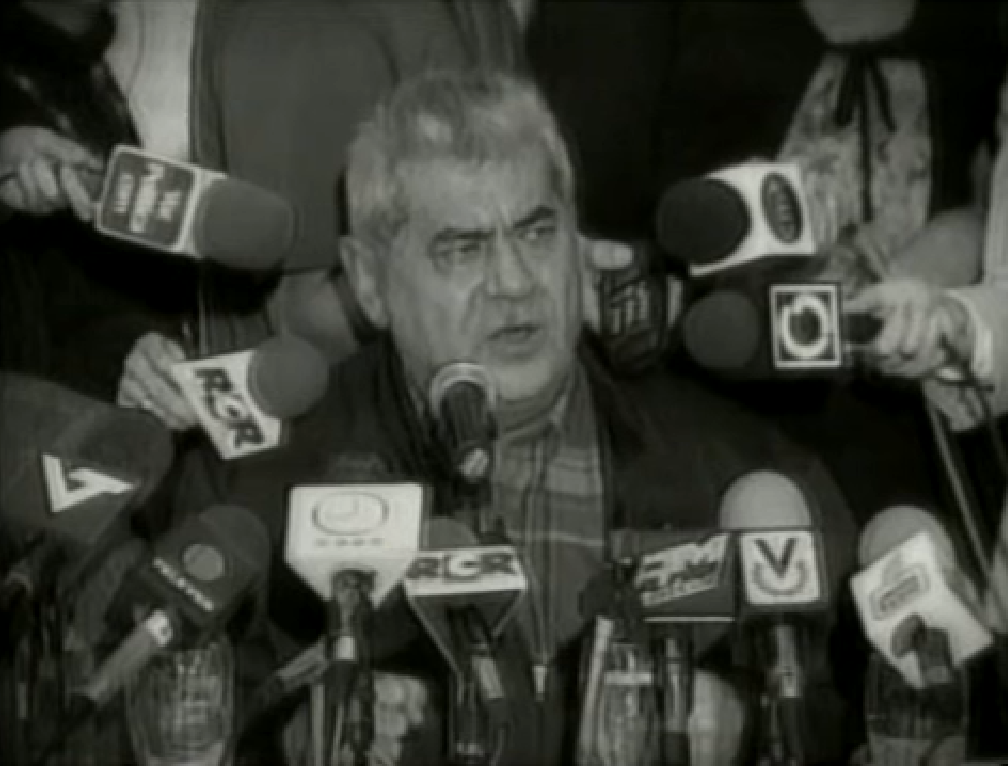
Carlos Ortega Carvajal en una rueda de prensa.

Al principio, el paro plegó solo a las empresas de la patronal y los sindicatos afiliados a la CTV, pero pronto los directivos de PDVSA y los empleados a nivel gerencial decidieron apoyarlo. De esta manera, el país quedó prácticamente paralizado. Solo continuaron trabajando algunas empresas del Estado, el transporte público terrestre y aéreo, los servicios de agua, luz y teléfono, y los medios de comunicación públicos y privados, aunque estos últimos decidieron suspender la programación habitual y la emisión de publicidad, sustituyendola por programación política e informativa las 24 horas del día. Se transmitían cuñas de índole político que apoyaban la continuación o no del paro y la realización de protestas y marchas en distintos puntos del país, aupadas por la Coordinadora Democrática o por el Gobierno.

### Trabajadores petroleros apegados al paro
La paralización llegó a un clímax cuando se afectó a la petrolera estatal, PDVSA. Miles de los empleados de la empresa abandonaron sus puestos de trabajo para plegarse al paro. El gobierno negaba al principio que algo pasaba en PDVSA, pero las cosas se hicieron demasiado evidentes cuando, el 5 de diciembre, la tripulación del buque petrolero Pilín León se declaró en rebeldía y fondeó el buque en el canal de navegación del lago de Maracaibo. Debido a que acababan de llegar de Cuba a dejar unos de los primeros cargamentos de crudo de lo que sería la entrega de 100.000 barriles a Cuba; esta tripulación luego de constatar la situación socioeconómica en la isla; el Capitán de Altura Daniel Alberto Alfaro Faúndez hizo referencia: "en la isla niñas adolescentes se prostituyen por un jabón o productos de tocador.... No quiero esa clase de vida para mis hijas". Todo ello ante la grave escasez de productos básicos y alimentos en la isla de Cuba. Además de la reciente declaración en aquel entonces del presidente Hugo Chávez: "navegaremos en los mismos mares de la felicidad que Cuba...".
Pronto otras embarcaciones —que transportaban el petróleo y sus derivados desde los pozos de extracción a las refinerías o desde estas hacia los puntos de distribución o hacia otros países— siguieron su ejemplo. El gobierno acusó a los empleados petroleros de cometer sabotajes contra la empresa: destrucción de equipos, intervención de sistemas automatizados que garantizaban la distribución del crudo y sus derivados, y el bloqueo diversos servicios tecnológicos esenciales. 
Cosa que jamás pudo ser probada, pues al momento de hacer entrega de las principales Refinerías, centro de controles y oficinas de la industria, se habilitaron tribunales con peritos especializados para constatar el buen funcionamiento de los equipos; y a as empresas privadas que brindaban servicios informáticos a PDVSA, tales como Intesa, también se unieron al paro.
Este escenario marcó la decadencia sostenida de PDVSA. El rendimiento de la estatal petrolera se vio gravemente afectado en los siguientes años bajando su producción y aumentando notablemente el número de accidentes laborales. El Estado venezolano incluso se ha visto obligado a importar gasolina desde Brasil y otros países como Estados Unidos, demostrando las consecuencias de la nueva política de la compañía, la cual pasó a ser una en la que se favorecen las filiaciones políticas por encima de la calidad de sus trabajadores.

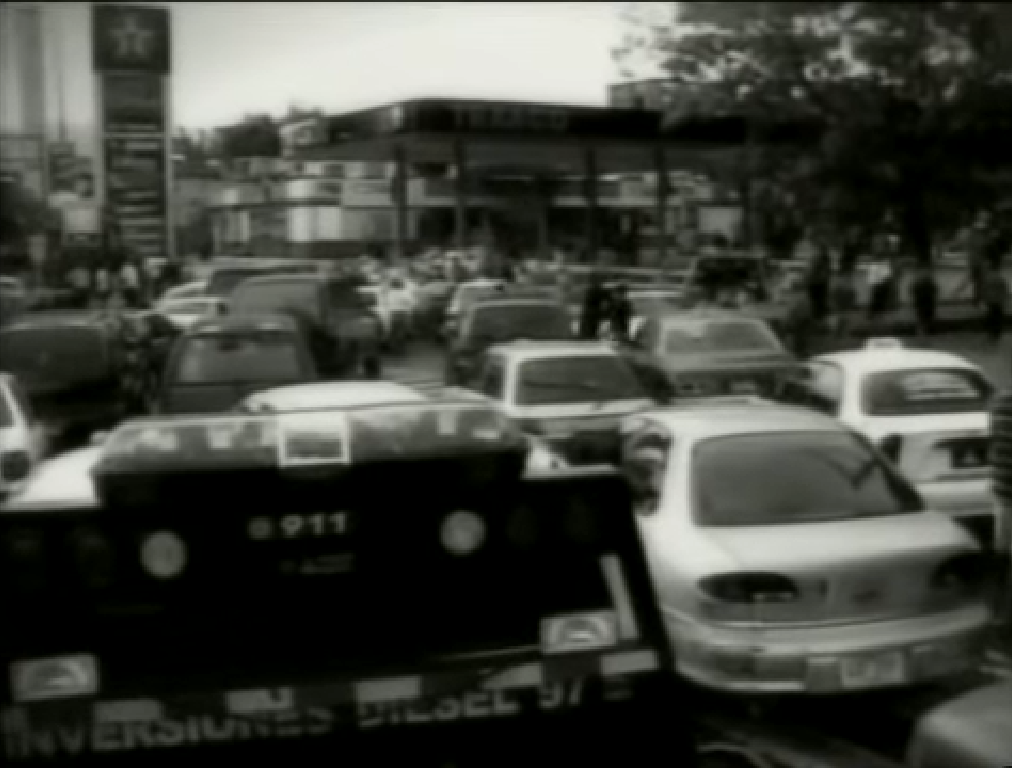
Colas en una gasolinera durante el paro.

### Plano social
A diario se sucedía manifestaciones comandadas por el presidente de Fedecámaras, Carlos Fernández Pérez, y el de la CTV, Carlos Ortega, quienes fungieron como voceros de la oposición. Los simpatizantes y adversarios del gobierno de Chávez se reunían 24 horas al día en sitios claves: la oposición se aglomeraba en torno a la Plaza Francia de Altamira y la sede de PDVSA en Chuao, mientras que el chavismo se concentraba en torno al Palacio de Miraflores, la Plaza Bolívar y la sede principal de PDVSA en La Campiña.
La población identificada con la oposición, además, bloqueaba los carriles vehiculares en la autopista Francisco Fajardo (Caracas) y en la plaza Altamira; también lo hacían en varias urbanizaciones de clase media de Caracas, Valencia y el país en general. En varios sitios, como en Terrazas del Ávila, La Urbina y Santa Fe (en el este de Caracas), hubo enfrentamientos violentos entre opositores que querían trancar las vías y chavistas que vivían en barrios adyacentes y querían evitarlo.

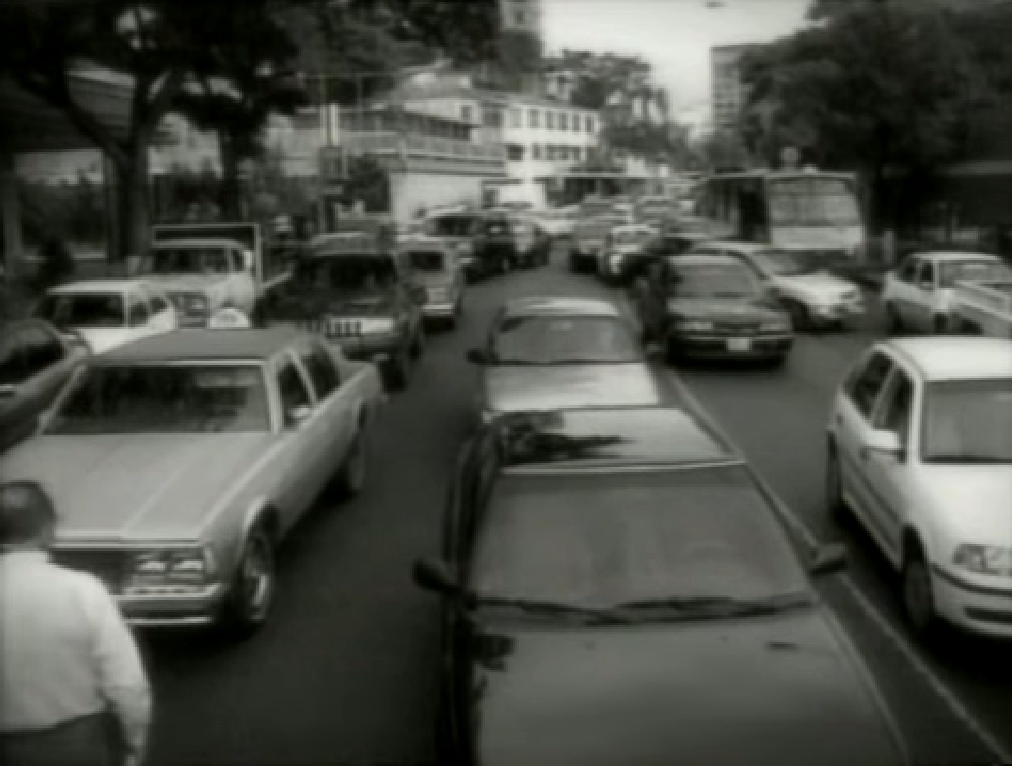
Colas de gasolina durante el paro petrolero de 2002-2003

La oposición realizaba "cacerolazos" (protesta golpeando ollas) todas las noches. En algunos casos, realizaron marchas multitudinarias durante el día forzando a cerrar aquellos negocios y tiendas que abrían en sus urbanizaciones, o frente a las casas de funcionarios y simpatizantes del gobierno a quienes les exigían renunciar.
La polarización política fue total: dividía familias y ponía a pelear a unos contra otros. Los grandes centros comerciales estaban cerrados, las universidades suspendieron clases, los principales espectáculos locales —como el béisbol, el deporte más concurrido— estaban suspendidos, y las fiestas decembrinas eran inusuales en un país con gran tradición navideña, porque muchas personas no habían cobrado su bono navideño.
Esto trajo graves repercusiones sobre la población. Una vez que las dispensadoras de gasolina se quedaron vacías, fue común ver largas colas en las gasolineras, que los medios de comunicación privado mostraban constantemente para dar a entender que el paro era un éxito, cosa que negaba el gobierno. El problema también fue crítico en las barriadas populares, donde se depende de bombonas de gas para cocinar. Era común ver en muchos lugares del interior del país a personas cocinando con leña, muebles viejos y con otros materiales inflamables.

### Muertes de la Plaza Altamira
Uno de los momentos más inquietantes del paro ocurrió el viernes  6 de diciembre de 2002 en la noche, al cuarto día de la huelga. Ya era bastante la preocupación en el gobierno por el avance del paro, al cual se había sumado la paralización de varios tanqueros petroleros y el apoyo de un grupo  de trabajadores de PDVSA al conflicto. Además, la oposición había tomado la sede de PDVSA en Chuao y amenazaba con tomar la sede principal ubicada en La Campiña, en el centro de Caracas. La Plaza Francia de Altamira se había convertido en el principal punto de encuentro de la oposición y miles de personas se reunían allí día a día para escuchar a los más de cien militares activos que se habían pronunciado en contra del gobierno y brindaban discursos en esa plaza, junto a destacados líderes de partidos de oposición, artistas, empresarios y personalidades que se presentaban allí todos los días a motivar a los manifestantes. Equipos de televisión de los canales privados transmitían en directo reseñando todo lo que ocurría, manteniendo equipos las 24 horas durante casi todo el paro y los días que lo precedieron.
Ese día, aproximadamente a las nueve de la noche, un nutrido grupo de personas estaban presentes en la plaza cuando, súbitamente, alguien realizó más de 20 disparos contra el grupo de manifestantes, dejando un saldo de tres personas muertas y unos trece heridos. El autor de los disparos, un individuo llamado João de Gouveia, fue capturado de inmediato gracias a una acción conjunta entre manifestantes y policías.
Durante toda la noche, los cuatro canales de televisión privados repitieron constantemente las imágenes en la plaza acusando al gobierno. En las zonas de clase media simpatizantes de la oposición, cientos de personas se volcaron a las calles a protestar y manifestar. Se asaltaron algunas sedes del Movimiento V República (partido de gobierno) en El Rosal (este de Caracas) y en varios sitios del interior del país.
Los días 7 y 8 de diciembre la crisis continuó. Debido a los incidentes en Plaza Altamira, las protestas opositoras se intensificaron pareciendo inminente la caída del gobierno. El apoyo de la mayoría de los empleados de Pdvsa al paro y las declaraciones de diversos políticos incrementaron esta matriz de opinión.

### Protestas contra los medios
El día 9 de diciembre en la noche un grupo de personas afectas al gobierno reunidas en los alrededores de la sede de Pdvsa La Campiña, se dirigieron hacia la sede del canal privado Globovisión, al objeto de protestar contra las emisoras privadas de televisión venezolanas, tales como Venevisión, RCTV, Globovisión, Televen y otros. La protesta fue protagonizada en su mayoría por estudiantes, vecinos, amas de casa y trabajadores quienes decidieron manifestar su desacuerdo con el desenvolvimiento de los medios en promoción del paro petrolero.
Para las 11:00 p. m. de la noche, las sedes de los canales RCTV, Televen, Venevisión y otros canales privados de alcance nacional, ya habían sido rodeadas por chavistas protestantes. La acción también fue desarrollada en el interior del país, donde cientos de personas acudieron a la sede de TVS en Maracay y de otras televisoras de los estados Zulia y Bolívar.
En una sola noche se llegó a generar más de 20 atentados perpetrados por simpatizantes del gobierno contra diversos medios en todo el país. La protesta se fundamentaba en la solicitud de poner fin a la conducta de la mayoría de los medios de comunicación privados, quienes para la fecha habían cesado su programación habitual de espacios informativos, novelas, películas y programas infantiles; y se encontraban transmitiendo de manera ininterrumpida los hechos de violencia que ocurrían.

### Debilitamiento y fin del paro

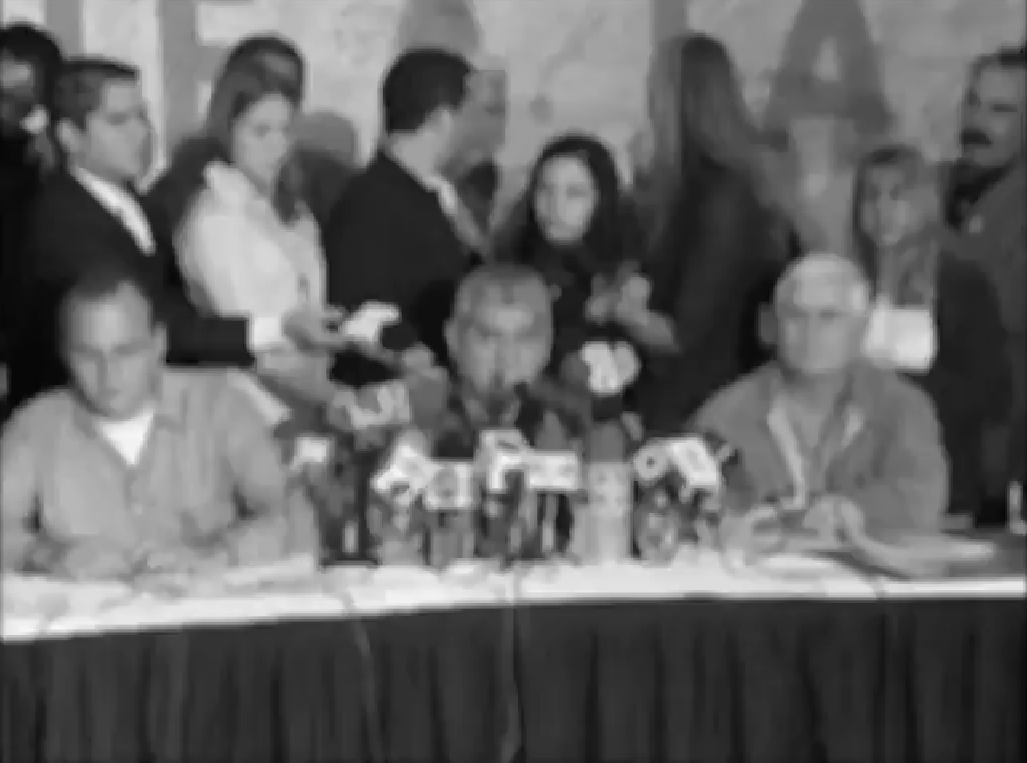
Carlos Ortega Carvajal junto a Carlos Fernández Pérez en una rueda de prensa.

El paro se fue debilitando con el paso de los días. Las protestas de chavistas el 9 de diciembre frente a los medios de comunicación privados lograron que el gobierno se recuperara de la crisis causada por el ataque perpetrado por João de Gouveia el 6 de diciembre contra la plaza Altamira. El gobierno pronto aseguró el suministro de alimentos y servicios básicos a la población, luego de lo cual solo restaba recuperar el control de Pdvsa.
Por varios días, no hubo avances en ninguna de las partes. El presidente Chávez no renunció al cargo; la oposición tampoco cedía, si bien se estaba dando cuenta de que no lograba sus objetivos debido a que no había logrado acorralar al gobierno. Igualmente, una mesa de negociación y acuerdos organizada por el Centro Carter y la OEA no lograba mayores avances entre gobierno y oposición. Al mismo tiempo, todos los días a las seis de la tarde Carlos Ortega y Carlos Fernández Pérez, líderes de las confederaciones sindical y patronal, emitían anuncios por televisión alargando un día más la huelga e instando a sus seguidores a continuar la misma.
El primer síntoma notorio de que el gobierno retomaría el control de Pdvsa ocurrió el 21 de diciembre, cuando se logró recuperar el buque tanquero Pilín León y conducirlo a puerto seguro por el canal de navegación del Lago de Maracaibo y por debajo del puente Rafael Urdaneta. Días después fue puesto a trabajar llevando suministros a las refinerías. Esos hechos, transmitidos en vivo por el canal del Estado, tuvieron un impacto psicológico muy fuerte en ambas partes del conflicto, y puede considerarse el inicio del fin del paro. Los otros buques también fueron recuperados a los pocos días.
Paulatinamente, en enero de 2003, el gobierno logró recuperar el control de PDVSA gracias al apoyo de empleados que no se unieron al paro, y de simpatizantes que se reunían en los alrededores de refinerías y llenaderos (sitios donde las gandolas se abastecían para llevar combustible a las gasolineras), ofreciéndose de voluntarios para ayudar a reactivar la empresa.
Los empresarios, por su cuenta, comenzaron a abrir sus negocios y locales comerciales, desobedeciendo a las federaciones que los agrupaban. Para afrontar la crisis creada por el conflicto, tuvieron que tomar medidas como recortes de horario y reducción de personal, que afectó directamente los índices de desempleo. Otras empresas y tiendas no soportaron la crisis y debieron cerrar sus puertas, dejando a miles de empleados en las calles. Los medios de comunicación también tomaron medidas similares, despidiendo a muchos periodistas.
El paro terminó el 3 de febrero de 2003, sin mayor aviso por parte de sus líderes. Un día antes, el 2 de febrero, la oposición realizó una recolección de firmas para un referendo consultivo (recolección que posteriormente fue declarada nula por el Consejo Nacional Electoral (CNE) por no cumplir una serie de requisitos legales). Esa noche, la oposición celebró el éxito de la recolección de firmas; firmas estas que desde ese momento fueron usadas para discriminar políticamente a sus firmantes, impidiendo dar empleo, permitir la entrada a ningún ente estatal, ni militar a las personas que aparecían identificadas como firmantes de la solicitud de referendo consultivo. El 3 de febrero muchas empresas comenzaron a trabajar con las limitaciones mencionadas.

## Repercusión internacional
El paro fue un factor determinante en la escalada del precio del petróleo, debido a que Venezuela no lo exportaba, sino que tenía que importarlo. Y a pesar de que Estados Unidos compraba el 70% de la producción petrolera del país, los voceros estadounidenses no mostraron objeción alguna sobre la paralización de la producción de petróleo por parte de los trabajadores petroleros, solo instaron a que se resolviera la crisis por medio del llamado "Grupo de Amigos de Venezuela", promovida por Luiz Inácio Lula da Silva con intermedio del presidente de Brasil de ese momento Fernando Henrique Cardoso, y que además de este país estaba integrado por Chile, Estados Unidos, España y Portugal. Países cuyos gobiernos no se llevaban bien con el gobierno de Chávez, en ese momento exceptuando el de Brasil.

### Alternativas de mediación o facilitación
Otra alternativa para detener la crisis fue la promovida por el secretario general de la OEA, el colombiano César Gaviria, en el marco de la Mesa de Negociación y Acuerdos de Venezuela que permitía el diálogo entre los sectores enfrentados. Dicha mesa estaba establecida desde antes del paro pero no pudo evitar el inicio del mismo, y culminó semanas después con la firma de un documento contra la violencia, pero no con la culminación del paro debido a que la petición central del bando opositor era la renuncia del Presidente, o la realización de un referendo presidencial sobre la continuidad de Chávez.
El referendo revocatorio estaba incluido en la Constitución, pero según las leyes debía efectuarse a mediados de 2003, y la oposición no estaba dispuesta a esperar tanto. Además, tampoco aceptaban las condiciones del referendo revocatorio, que estaba en la Constitución, y pedían el referendo de opinión o consultivo, que aun cuando no era vinculante, requería menos firmas para convocarse y podía realizarse en un plazo mucho menor. El gobierno nunca aceptó el referéndum propuesto por la oposición, sino el especificado en la Constitución. Otra diferencia de criterio en la mesa de negociación entre ambos bandos era las funciones de la OEA y el Centro Carter; el chavismo hablaba de facilitación, mientras que la oposición insistía en el papel de la mediación.

## Consecuencias

### Medios de comunicación
Durante el paro, los medios de comunicación se comportaron de una forma atípica en comparación con otros países: todas las televisoras privadas de alcance nacional y los periódicos más importantes le dieron apoyo irrestricto, sin disimulo. Los primeros suspendiendo toda su programación de entretenimiento y sus anuncios comerciales para dar paso a programación política e informativa durante 18 ó 20 horas al día, y también transmitir anuncios contra Chávez e invitando a marchas.
Los periódicos apoyaron al paro: algunos no circularon los primeros días, pero después decidieron seguir editando ediciones donde solo se exponía el desarrollo y el "éxito" del paro, suspendiendo publicidad y noticias deportivas, culturales y de otra índole. Era cotidiano ver a grandes periódicos de circulación nacional, como El Universal, titular en su primera plana con grandes letras mayúsculas: "¡Hasta que se vaya!" Esta actitud de los medios fue criticada por algunos opositores a Chávez, como el historiador Jorge Olavarría.
Simpatizantes del presidente Chávez acusaron a los medios de comunicación privados, incluyendo canales de televisión, emisoras de radio y la prensa nacional, de solo emitir los actos de protesta de la oposición —también había manifestaciones y concentraciones chavistas todos los días— y de no permitir entrevistar a personas partidarias del gobierno, ni transmitir las protestas oficialistas. El canal de televisión y la emisora de radio oficial también participaron en este enfrentamiento mediático parcializándose a favor del gobierno, si bien era un enfrentamiento desproporcionado. De esta forma, la polarización se acentuó mucho más y los medios de comunicación imparciales prácticamente desaparecieron.
Estas posturas se han mantenido durante los años subsiguientes, si bien algunos medios se han plegado al abandonar programas o artículos de corte opositor. El gobierno también apoyó la creación de periódicos, emisoras de radio, televisoras y sitios de Internet de carácter alternativo, que son consideradas por la oposición como focos de propaganda gubernamental, pero que el gobierno defiende como espacios de expresión para quienes eran censurados por las emisoras privadas.

### Paro general o lock out
Sectores leales al gobierno y a su proyecto socialista insisten en que el paro además era un lock out, ya que en muchas empresas, fábricas y locales comerciales los trabajadores querían continuar sus labores, pero los patrones tomaron la decisión de pararse. Sin embargo, en la Administración Pública algunos representantes de gremios y sindicatos, militantes activos de la oposición hicieron llamados al paro. Entre estos, se destacaron aquellos sindicatos, que formaban parte de la CTV, cuyo líder Carlos Ortega Carvajal, lideraba el llamado Paro Cívico Nacional. La mayoría de los representantes de estos sindicatos, militan activamente en partidos de oposición como Acción Democrática. También hicieron llamados al paro, gremios como la Federación Médica Venezolana, cuyo líder, formaba parte de la coalición de oposición que había convocado el Paro.
A medida que se fue debilitando el paro, la Coordinadora Democrática, hizo un llamado al Paro Educativo, al cual se sumaron los propietarios de la casi totalidad de Colegios Privados de Caracas y del país, con ciertas excepciones como la del Centro Educativo de los Profesores de la Universidad Central de Venezuela (CEAPUCV), el cual permaneció abierto durante todos los días que duró el Paro, siendo obligatoria la asistencia de profesores y alumnos, a excepción de aquellos que por la distancia, o estar ubicados en lugares cercanos a los sitios de protestas o marchas, fuera contraproducente salir de sus casas. Esta modalidad de paro educativo se efectuó como última medida de presión para la salida del presidente venezolano.

### Consecuencias económicas
Las consecuencias fueron nefastas para la población y el país. Hubo escasez de alimentos y gasolina durante y después del paro. Muchas empresas pequeñas y medianas quebraron debido a que dependían de las empresas que agrupaban Fedecámaras para realizar sus actividades. Los índices de desempleo y comercio informal aumentaron enormemente.
Los sectores de propaganda del gobierno insisten en señalar que el paro fue impuesto desde las cúpulas de las cámaras de empresarios, y que debido a ello muchas empresas que pertenecían a dichas centrales debieron cerrar en contra de su voluntad, lo cual contradice el argumento de que el paro falló por falta de apoyo. Los dueños de grandes centros comerciales como el Centro Sambil, el más grande de Venezuela, impidieron que los pequeños comerciantes abrieran sus negocios y tiendas. Los distribuidores de mercancía también se sumaron al paro e impidieron que la misma llegara a los comerciantes. Esto los afectó enormemente debido a la importancia de la temporada decembrina para las ventas, lo que influyó en que aumentara el contrabando desde Colombia de productos básicos de todo tipo.
En el aspecto macroeconómico las consecuencias también fueron muy negativas: la inflación se disparó, al igual que el desempleo y cayó el Producto Interno Bruto (PIB). Poco antes de la finalización del paro, el presidente Chávez denunció que los empresarios estaban sacando del país grandes cantidades de divisas con el fin de devaluar la moneda venezolana; para impedirlo, decretó un mecanismo de control de cambio administrado por un nuevo ente del gobierno, la Comisión de Administración de Divisas (CADIVI), que se mantiene hasta la actualidad.
Por su parte, el gobierno creó la Misión Mercal un programa social encargado de la venta, distribución y almacenaje de alimentos y productos a bajos precios como una previsión para contrarrestar hipotéticos paros de esta magnitud si se dieran en un futuro, sin embargo este sistema se ha visto envuelto en numerosas denuncias de corrupción e importación fallida de alimentos que ha aparecido en estado de descomposición de diferentes zonas portuarias y rellenos sanitarios del país, el magisterio público se ha negado sistemáticamente a investigar estos caso a pesar de las claras evidencias de toneladas de alimentos en descomposición.

#### Consecuencias en PDVSA
Más 15 mil empleados de la industria estatal petrolera que participaron en el paro fueron desincorporados de la nómina, a pesar de los pedidos y exigencias constante de la oposición para su reenganche, sin que hasta la actualidad de le haya hecho pago alguno de sus haberes o ahorros que mantienen en la industria. De esa manera, el gobierno logró ganar la lucha por el control de Pdvsa. La estatal pasó a ser un ente bajo el control y la tutela del Ministerio de Energía y Petróleo, y fue completamente reestructurada.
Sus sedes ubicadas en Caracas (donde trabajaban la mayoría de los gerentes y nómina mayor desincorporados) fueron consideradas excesivas; la sede de Los Chaguaramos fue cedida a la Universidad Bolivariana de Venezuela y la sede de Chuao, emblemática para la oposición, fue cedida a la Universidad Nacional Experimental de las Fuerzas Armadas (UNEFA). La sede de La Campiña fue parcialmente cedida al Ministerio de Energía y Petróleo (como estaba previsto en los planes de construcción de El Complejo desde la década del '70); otras sedes en el interior también fueron cedidas a entes educativos públicos.
La reestructuración de Pdvsa le permitió apoyar y financiar directamente varias misiones educativas y sociales que el gobierno llevaba adelante, entre ellas la "Misión Sucre", que brinda educación superior a los jóvenes que no pudieron ingresar a las universidades. Igualmente, la petrolera se aperturó más para incluir a cooperativas y PYMEs entre las empresas a las cuales contrataba para sus servicios, y está preparándose para iniciar la migración de sus sistemas hacia Software Libre, según lo acordado en un decreto presidencial reciente. Con las consecuencias del deterioro y mal funcionamiento de la empresa, todo ello por desviar el presupuesto que correspondía a mantenimiento de la misma, a las misiones y apoyos a grupos afectos al gobierno, lo que ha generado consecuencias nefastas a la industria y a las poblaciones adyacentes a su entorno, prueba de ello la explosión ocurrida en agosto de 2012 en el Complejo refinador Paraguaná y corroborado por la entrega de memoria y cuentas del entonces Ministro de Energía y Petróleo ante la Asamblea Nacional, donde se evidencia la falta de ocurrencia de 6 mantenimientos mayores que debieron efectuarse ese año a dicho complejo Refinador. 
Según el gobierno las ganancias que el Estado recibe de Pdvsa se incrementaron como resultado de la reestructuración, en un principio la oposición alega bajas ganancias, por la supuesta inoperancia de los nuevos trabajadores, lo cual parece confirmar las quejas sobre los manejos que hacía la meritocracia petrolera. Sin embargo, estas ganancias también son criticadas por la oposición, quienes afirman que el país no ha mejorado a pesar de las enormes entradas monetarias. PDVSA comenzó paradójicamente a acumular deuda y tanto su producción como su estado financiero real se desconocen pues el gobierno se niega a hacer públicas las cifras contables e impide cualquier intento de auditoría independiente convirtiéndola en una verdadera caja negra, término con el que Chávez insistía en calificar a la estatal petrolera que antes del paro se encontraba entre las empresas líderes en el sector petroleoquímico mundial.

### Consecuencias políticas y penales
A los pocos días de terminado el paro, Carlos Ortega Carvajal y Carlos Fernández Pérez, presidentes de la CTV y de Fedecámaras respectivamente, fueron imputados como presuntos responsables de los delitos de traición a la patria y rebelión civil. También imputaron a altos gerentes de Pdvsa y dirigentes de la asociación Gente del Petróleo.
Tanto Carlos Ortega Carvajal como Carlos Fernández Pérez huyeron del país. Ortega tuvo que abandonar Costa Rica, país que le había dado asilo, debido a que realizó una serie de declaraciones políticas que dicho país le había pedido evitar, regresó clandestinamente a Venezuela, y fue capturado en un bingo en febrero de 2005. En diciembre de ese año, Ortega fue sentenciado a 16 años de prisión por los hechos del paro, pero logró fugarse del sitio donde estaba recluido en agosto de 2006. Actualmente se encuentra en Lima, Perú
João de Gouveia fue sentenciado a cumplir 29 años y 11 meses de prisión luego de declararse culpable por las muertes en plaza Altamira. Gouveia aparenta tener problemas o desórdenes psicológicos, y hasta ahora no se han concretado evidencias que lo relacionen con el chavismo o la oposición, si bien políticos de ambos bandos han lanzado acusaciones sin pruebas afirmando que fue pagado por uno u otro sector político.

### Consecuencias sociales
El paro es recordado, tras afectar política, económica y socialmente a la población venezolana y en particular a los residentes de las grandes ciudades. Convirtiéndose además en un fracaso para sus convocantes, al no cumplirse su objetivo inicial de lograr la salida del Jefe de Estado. Entre otras causas de dicho fracaso, puede mencionarse la ausencia de un componente militar aliado a la oposición —estos habían sido removidos por el gobierno, después de ser detectados en el golpe del 11 de abril de 2002— que lograra la remoción del Presidente a través de una ruptura del hilo constitucional.
Igualmente, el apoyo de buena parte de la población de clase humilde al Gobierno evitó que éste cayera. Además, la patronal empresarial y los partidos tradicionales eran víctimas de un fuerte rechazo por parte de las clases populares y no lograron conectarse con el mismo para ganar su apoyo. Los sectores de clase media, en buena parte seguidores de la oposición, tendían a sentirse identificados con Juan Fernández, líder de los empleados de PDVSA que se habían declarado en huelga, pero no con los partidos políticos de la Coordinadora Democrática, la patronal, ni el sindicato CTV.
Una vez estaba claro que el presidente Hugo Chávez no iba a renunciar, el paro pasó a tener otros objetivos que tampoco se cumplieron: el referéndum no vinculante exigido por la oposición para consultar la permanencia de Chávez en el poder no se realizó por no estar en la Constitución. Finalmente se realizó un Referéndum en el 2004 que ganó el presidente Chávez. Las leyes aprobadas en 2001 por habilitante no fueron anuladas. La lucha de los trabajadores petroleros oposicionistas se quebró cuando todos los que se unieron al paro fueron despedidos.

### Consecuencias menores de otra índole
Una de las consecuencias de carácter menor, fue la suspensión de la temporada 2002-2003 de la Liga Venezolana de Béisbol Profesional (deporte número uno seguido por la mayoría de los venezolanos), cuando por segunda vez en la historia de la liga, un campeonato no se concreta, y respectivamente Venezuela queda ausente del torneo anual Serie del Caribe. Puerto Rico, como país anfitrión en ese momento, le fue dada la potestad de llevar dos equipos para cubrir el vacío del representante de Venezuela, a razón de que la liga se sumó al paro después de casi tres meses de actividad a partir del 1 de diciembre, y ante la falta de condiciones para continuar la temporada, la misma fue suspendida el 15 de enero de 2003.